# Idiocerus acericola
Idiocerus acericola är en insektsart som beskrevs av Dubovsky 1966. Idiocerus acericola ingår i släktet Idiocerus och familjen dvärgstritar. Inga underarter finns listade i Catalogue of Life.